# Yu-Gi-Oh! Arc-V
Autre
Yu-Gi-Oh! ARC-V (遊☆戯☆王ARC-V（アーク・ファイブ）, Yūgiō Āku Faibu) est une série télévisée d'animation produite par les studios Gallop et Nihon Ad Systems. Il s'agit de la cinquième série dérivée issue de la franchise Yu-Gi-Oh!. Elle est diffusée au Japon du 6 avril 2014 au 26 mars 2017 sur TV Tokyo, avec un total de 148 épisodes répartis sur 3 saisons. Elle est diffusée sur Gulli depuis le 13 avril 2015.
Une adaptation en manga par Naohito Miyoshi est publiée à partir d'août 2015 dans le magazine V Jump.

## Synopsis
L'histoire se déroule à Maiami City, une ville située sur la côte du Japon. La LDS Leo Corporation (Institut de Duel Léo en VF), dirigée par son président Reiji Akaba (Declan Akaba en VF), a amélioré la Solid Vision, le système holographique donnant vie au jeu de cartes Duel Monsters, permettant ainsi aux joueurs d’interagir directement avec ses monstres et son environnement. Ceci a entraîné la propagation des Action Duels, qui ont atteint une popularité mondiale.
Yuya Sakaki, étudiant de deuxième année au collège et as de l'école You Show Duel School (École de Duel You Show en VF), a vu son père disparaître il y a trois ans de cela, alors qu'il avait un duel important à mener. Alors qu'il fait face à l'actuel champion de l'Action Duel, yuya  
développe un nouveau pouvoir grâce à son pendentif, connu sous le nom de Invocation Pendulum (Invocation Pendule en VF).

## Personnages
| Nom original      | Nom français    | Informations supplémentaires |
| ----------------- | --------------- | --- |
| Yuya Sakaki       | Yuya Sakaki     | Yuya est le héros principal de la série. Il est aussi le créateur de la nouvelle méthode d'invocation, l'Invocation Pendule. Son monstre ace est le Dragon Pendule aux Yeux Impairs. Réincarnation de la dimension Standard de Z-arc |
| Yuzu Hiragi       | Zuzu Boyle      | Amie d'enfance de Yuya, Réincarnation de la dimension Standard de Ray Akaba |
| Noboru Gongenzaka | Gong Strong     | Il est le meilleur ami d'enfance de Yuya. |
| Shingo Sawatari   | Sylvio Sawatari | Il est à la fois un rival et ami de Yuya. Il aime surtout les cartes très rares et puissantes. |
| Reiji Akaba       | Declan Akaba    | Il est le directeur de l'Institut de Duel Léo et de la Léo Corporation. C'est un duelliste extrêmement puissant maîtrisant les invocations Fusion, Synchro, Xyz et même Pendule. C'est lui qui a créé le groupe de duellistes appelé "Les Lanciers" afin de défendre les différentes dimensions. |
| Shun Kurosaki     | Shay Obsidian   | C'est un duelliste de la dimension Xyz et il est le meilleur ami de Ute (Yuto). Il est venu dans la dimension Standard après l'attaque survenue dans la dimension Xyz. Il est également à la recherche de sa petite sœur, Ruri (Lulu). |
| Yuto              | Yuto            | Il est l'alter-ego de la dimension Xyz de Yuya. Il est le meilleur ami de Shun (Shay). Tout comme Shun, il est à la recherche de Ruri (Lulu). Son monstre ace est le Dragon Xyz de la Rébellion des ténébres. Il est également la réincarnation de la dimension Xyz de Z-arc |
| Hyugo             | Yugo            | Il est l'alter-ego de la dimension Synchro de Yuya. Il est à la recherche de son amie d'enfance, Rin. Son monstre ace est le Dragon Synchro de l'Aile claire. Il est également la réincarnation de la dimension Synchro de Z-arc |
| Joeri             | Yuri            | Il est l'alter-ego de la dimension Fusion de Yuya. Il est un antagoniste de la série. C'est lui qui a enlevé Rin et Ruri (Lulu) pour les emmener dans l'Académie de Duel de la dimension Fusion. Son monstre ace est Dragon Fusion Venin Affamé. Il est également la réincarnation de la dimension Fusion de Z-arc                                                                                           |
| Serena            | Célena          | Elle est l'alter-ego de la dimension Fusion de Yuzu (Zuzu). Lorsqu'elle arrive dans la dimension Standard, elle part à la chasse des fugitifs de la dimension Xyz. Cependant, lorsqu'elle découvre la vérité à propos de l'attaque de la dimension Fusion dans la dimension Xyz, elle décide de rejoindre Yuya et ses amis dans le groupe des duellistes "Les Lanciers".                                     |
| Ruri Kurosaki     | Lulu Obsidian   | Elle est l'alter-ego de la dimension Xyz de Yuzu (Zuzu). Elle est la petite sœur de Shun (Shay). |
| Rin               | Rin             | Elle est l'alter-ego de la dimension Synchro de Yuzu (Zuzu). Elle est la meilleure amie d'enfance de Hugo (Yugo). |
| Sora Shiun'in     | Sora Perse      | Sora est un jeune garçon qui aime les peluches et les sucreries. Il devient très ami avec Yuya et ses amis et s'inscrit à l'école de Duel You Show. Au milieu de la saison 1, Yuya et ses amis apprennent que Sora vient en fait de l'Académie de Duel de la dimension Fusion. |
| Layra Akaba       | Riley Akaba     | Il est le petit frère de Reiji (Declan). C'est un duelliste très puissant car tout comme son grand frère, il maîtrise l'invocation Fusion, Synchro et Xyz. |
| Ayu Ayukawa       | Allie           | Amie de Yuya et ses amis et élève de l'école de Duel You Show. Elle encourage Yuya et ses amis lors de leurs nombreux duels. Elle est également duelliste. |
| Tatsuya Yamashiro | Taté            | Ami de Yuya et ses amis. Il est le plus grand fan de Yuya. Il est élève à l'école de Duel You Show. Il encourage Yuya et ses amis lors de leurs nombreux duels. Il est également duelliste. |
| Futoshi Harada    | Frédérick       | Ami de Yuya et ses amis et élève à l'école de Duel You Show. Il encourage Yuya et ses amis lors de leurs nombreux duels. Il est également duelliste. |
| Shuzo Hiragi      | Skip Boyle      | Il est le directeur de l'école de Duel You Show. Il a fondé cette école avec Yusho Sakaki, le père de Yuya. Il est le père de Yuzu (Zuzu). Il est un peu fou mais ses intentions envers sa fille et ses élèves sont toujours très bonnes. |
| Yoko Sakaki       | Yoko Sakaki     | Elle est la mère de Yuya et la femme de Yusho. Depuis la disparition de Yusho, elle élève seule Yuya. Elle est convaincue qu'un jour, Yusho sera de retour. |
| Crow Hogan        | Crow Hogan      | Il est un habitant de la dimension Synchro. Il sauvera Yuya et ses amis d'une situation critique dès leur arrivée dans la dimension Synchro et deviendra très vite ami avec eux. Il héberge Yuya et ses amis pendant qu'ils sont dans la dimension Synchro et il les aidera à accomplir leurs objectifs. |
| Jack Atlas        | Jack Atlas      | Habitant de la dimension Synchro. Il est appelé le "King". |
| Yusho Sakaki      | Yusho Sakaki    | Yusho est le père de zarc. Il a disparu il y a quelques années juste avant un duel très important. zarc et Yoko sont convaincus qu'un jour il reviendra. Tout au long de la série, on voit Yusho via des flashbacks. Yusho fait sa réelle première apparition un peu plus tard dans la série. |
| Kaito Tenjo       | Kite Tenjo      | Duelliste de la dimension XYZ et rival de Ute (Yuto) et Shun (Shay). Fait partie de la Résistance. |
| Sayaka            | ?               | Duelliste de la dimension XYZ et amie de Ruri (Lulu). Fait partie de la Résistance. |
| Allen             | ?               | Duelliste de la dimension XYZ et ami de Ute (Yuto) et Shun (Shay). Fait partie de la Résistance. |
| Edo Phoenix       | Aster Phénix    | Commandant en chef des troupes de la dimension Fusion. |
| Asuka Tenjoin     | Alexia Rhodes   | Habitante de la dimension Fusion et duelliste de l'Académie de Duel (Academia). Après avoir appris ce que l'Académie de Duel a fait dans la dimension Xyz, elle décide de quitter l'Académie de Duel afin de rejoindre quelqu'un d'autre pour lutter contre les actions de l'Académie de Duel. |
| Reo Akaba         | Leo Akaba       | Reo (Leo) Akaba est le directeur de l'Académie de Duel (Academia) qui se trouve dans la dimension Fusion. Reo (Leo) est aussi le père de Reiji (Declan) ! Le projet de Reo (Leo) est de fusionner les 4 dimensions Standard, Fusion, Synchro et Xyz afin de faire revenir le Monde Unique, la dimension qui existait et dans laquelle il vivait avant qu'elle ne soit séparée en 4 dimensions.               |
| Ray               | Ray             | Ray est une habitante du Monde Unique et n'est autre que la fille de Reo (Leo) ! Par conséquent, Ray est également la sœur de Reiji (Declan) ! Lorsqu'elle a vaincu Zarc dans le Monde Unique, l'âme et le corps de Ray ont été divisés en 4 alter-égo : Yuzu (Zuzu), Serena (Céline), Rin et Ruri (Lulu). Reo (Leo) cherche à fusionner les 4 dimensions pour faire revenir Ray.                            |
| Zarc              | Zarc            | Zarc est l'antagoniste final. Habitant du Monde Unique et fut le duelliste champion de ce monde. Cependant, sa soif de victoire a fait de Zarc un duelliste maléfique extrêmement puissant et a failli détruire entièrement le Monde Unique. Dans le Monde Unique, après avoir été vaincu par Ray, l'âme et le corps de Zarc ont été divisés en 4 alter-égo : Yuya, Ute (Yuto), Hugo (Yugo) et Joeri (Yuri). |

## Anime
La production de Yu-Gi-Oh! Arc-V est annoncée en décembre 2013 dans le magazine Weekly Shōnen Jump. La série est diffusée depuis le 6 avril 2014 sur TV Tokyo en remplacement de la série Yu-Gi-Oh! Zexal. À l'internationale, la série est licenciée par 4K Media qui prévoit de lancer la série à partir de 2015. En France, la série est diffusée sur Gulli à partir du 13 avril 2015 mais n'a diffusé que la 1ère saison pour le moment.

### Musique
| Générique | Épisodes  | Début                                          | Début             | Fin                                                   | Fin                            |
| Générique | Épisodes  | Titre                                          | Artiste           | Titre                                                 | Artiste                        |
| --------- | --------- | ---------------------------------------------- | ----------------- | ----------------------------------------------------- | ------------------------------ |
| 1         | 1 – 30    | Believe × Believe (ビリビリ, Biri Biri)        | Bullet Train      | One Step                                              | P★Cute                         |
| 2         | 31 – 49   | Burn!                                          | Kenji Kabashima   | Future fighter!                                       | Kenshō Ono et Yoshimasa Hosoya |
| 3         | 50 – 75   | Unleash (ハナテ, Hanate)                       | Gekidan Niagara   | ARC of Smile!                                         | BOYS AND MEN                   |
| 4         | 76 – 98   | Trump card (切り札, Kirifuda)                  | cinema staff      | Speaking                                              | Mrs. GREEN APPLE               |
| 5         | 99 – 124  | LIGHT OF HOPE (キボウノヒカリ, Kibō no Hikari) | Unknown Number!!! | Vision (ビジョン, Bijon)                              | Kuso Iinkai                    |
| 6         | 125 – 148 | Pendulm Beat!                                  | SUPER★DRAGON      | Dashing Pendulum (疾走ペンデュラム, Shissō Penduramu) | M!LK                           |

### Doublage
| Personnages                     | Voix japonaises  | Voix française       |
| ------------------------------- | ---------------- | -------------------- |
| Yuya Sakaki                     | Kenshō Ono       | Alexis Flamant       |
| Reiji Akaba / Declan Akaba      | Yoshimasa Hosoya |                      |
| Yuzu Hiragi / Zuzu Bolye        | Yūna Inamura     | Claire Tefnin        |
| Sora Shiunin / Sora Perse       | Mie Sonozaki     | Pascaline Crèvecoeur |
| Noburo Gongenzaka / Gong Strong | Youhei Obayashi  |                      |
| Serena / Céline                 | Yuna Inamura     |                      |
| Ute / Yuto                      | Manpei Takagi    | Christophe Houzé     |
| Hugo / Yugo                     | Shinpei Takagi   |                      |
| Joeri / Yuri                    | Kensho Ono       |                      |

## Manga
Un manga one shot est publié le 21 juin 2014 dans le magazine V Jump d'août 2014 publié par Shueisha. Une série manga dessinée par Naohito Miyoshi débute ensuite le 21 août 2015, dans le même magazine.

## Jeu vidéo
Un jeu vidéo intitulé Yu-Gi-Oh! Arc-V Tag Force Special est annoncé en octobre 2014. Il est commercialisé au Japon le 22 janvier 2015 sur PlayStation Portable et PlayStation Vita. 